# Frei Joaquim do Rosário
Joaquim do Rosário (Leiria, c. 1746 — ? antes de 8 de setembro de 1808) foi um prelado português.

## Biografia
Da sua pessoa pouco se sabe, a não ser o que vem descrito na Bula do Papa Pio VII Apostolatus Officium, dada a 3 de agosto de 1807: ordenado sacerdote da Ordem dos Frades Menores Reformados, mestre jubilado de Teologia, guardião, definidor e visitador da Província de Santa Maria da Arrábida e pregador régio.

## Bispo de Beja
Foi eleito bispo de Beja em fevereiro de 1807, e conformado no cargo pela Bula de Pio VII: Apostolatus Officium, dada a 3 de agosto de 1807.
Tomou posse pelo seu procurador e por ele designado vigário geral, o Dr. Silvestre dos Santos Chaves, no dia 10 de dezembro de 1807. Nada consta de que tenha vindo à cidade episcopal. A bula da sua confirmação impunha-lhe o cuidado de instituir o cabido com as suas dignidades, bem como a fundação do seminário diocesano.
D. Frei Joaquim do Rosário morreu antes de 8 de setembro de 1808, altura em que D. Frei Manuel do Cenáculo, outrora Bispo de Beja e nesse tempo Arcebispo de Évora, escreveu uma pastoral em que se intitulava como arcebispo metropolitano de Évora com jurisdição na diocese Bejense.